# Arcidosso
Arcidosso es una localidad italiana de la provincia de Grosseto , región de Toscana, con 4.372 habitantes.

Ubicación de la ciudad de Arcidosso dentro de la provincia de Grosseto.

## Evolución demográfica
| Gráfica de evolución demográfica de Arcidosso entre 1861 y 2001 |
|                                                                 |
| Fuente ISTAT - Elaboración gráfica por parte de Wikipedia       |